# مؤسسة منى
مؤسسة منى هي منظمة غير ربحية تدعم المبادرات الشعبية التي تهتم بالتعليم ورفع مكانة النساء والفتيات في الولايات المتحدة وخارجها. وهم يعتقدون أن التعليم الشامل والمساواة بين الجنسين هما حجر الزاوية في القضاء على الفقر والمرض والصراع.
تم تسمية مؤسسة منى على اسم منى محمود نيزاد، وهي طالبة في المدرسة الثانوية الإيرانية. تم إعدامها عام 1983 بسبب معتقداتها الدينية - البهائية - وبسبب تعليم الأطفال.
تأسست مؤسسة منى في عام 1999، لدعم المبادرات الشعبية التي توفر التعليم لجميع الأطفال، وتزيد من فرص النساء والفتيات، وتؤكد على تقديم الخدمات للمجتمع المحلي. تؤمن مؤسسة منى أن مفتاح القضاء على الفقر وتحقيق تحول إيجابي ومستدام في المجتمع يكمن في التعليم الشامل والمساواة بين الجنسين. تبحث مؤسسة منى في العالم لتحديد الشركاء الذين يشاركون هاتين الأولويتين.

## كيف تعمل المؤسسة
يوجد العديد من المؤسسات التي تعمل كجهات ممولة، تدعم المشروعات التي لها بداية ونهاية. بدلًا من ذلك، تُقيم مؤسسة منى علاقات طويلة الأمد مع المنظمات المحلية لعدة سنوات (ست سنوات في المتوسط).
توفر مؤسسة منى تواصل مستمر وثقة ومشاركة. لم تخبرنا المؤسسة ماذا علينا أن نفعل. ولكن كان قولها «أخبرنا مشاكلك وكيف يمكننا تقديم المساعدة لك». بعد ذلك عملت المؤسسة معنا جنبًا الي جنب. نظرًا لالتزام المؤسسة طويل الأمد وتمويلها المدروس، وصل عملنا إلى أكثر من 40000 طالب ومعلم. لقد حدث هذا فقط بسبب دعم مؤسسة منى. -أورفاشي ساهني، المدير التنفيذي والمؤسس المشارك لقاعة الدراسة الرقمية 

## المشروعات

### مدرسة الأفق الجديد، هايتي
تُعتبر مدرسة الأفق الجديد (نيو هوريزون) واحدة من أفضل المدارس في هايتي، حيث تقوم بتعليم الجيل القادم من الخريجين باعتبارهم نواه التغيير في التنمية المستدامة لهايتي. وتعتبر تحقق التميز الأكاديمي وتغيير جوهر الشخصية يتزامن مع الالتزام بخدمة المجتمع والتركيز على القدرات المعنوية. يمثل إجمالي عدد طلاب المدرسة 407، وتشكل نسبة الفتيات 52 في المئة.

### جمعية التنمية المتكاملة للأمازون، البرازيل
بدأت جمعية التنمية المتكاملة للأمازون (ADCAM) عام 1985 كدار أيتام صغير يحتوي على 30 طفل. المؤسسة اليوم معترف بها على الصعيد الوطني؛ فهي تقدم جميع مرحل التعليم العام، والكلية التقنية، وتدريب مهني، ومركز تنمية الأسرة، وبرامج تعليمية ريفية تخدم أكثر من 1000 طالب و4،400 من الشباب والعائلات والكبار يوميًا. تشمل البرامج:
- مدرسة لمراحل التعليم العام تخدم اكتر من 1000 طفل
- معهد تنمية الأسرة يقدم خدمات للطلاب المعرضين للخطر الذين تتراوح أعمارهم بين 7 و17 عامًا.
- المدرسة المهنية وتقدم 16 مسار تدريب مهني.
- منهج تعليمي لاختبار الكفاءة الدراسية المستخدمة في 16 مدرسة بجانب النهر.
- برنامج ما بعد المدرسة لأطفال الشوارع يخدم 400 طالب.
- برنامج للمسنين المحرومين والضعفاء.
- برنامج التدريب المهني للشباب لإعداد الشباب الذين تتراوح أعمارهم بين 15 و24 للعمل.
- برنامج لمساعدة الأحداث الجانحين.[6]

### مدرسة زونوزي، هايتي
تعتبر مدرسة أنيس زونوزي البهائية واحة أمل وسط الفوضى خارج أسوارها. تقدم المدرسة جميع مراحل التعليم العام إلى 329 طالبًا، 47.5 بالمائة من بينهم فتيات. توفر المدرسة لجميع الطلاب أوساط أكاديمية ممتازة وموسيقى وفنون وبرنامج تمكين الشباب. لا يُسمح بالعقوبة البدنية في مدرسة زونوزي.

### مدرسة جورج مارسيلوس، هايتي
تضاعف حجم مدرسة جورج مارسيلوس أربعة أضعاف بعد تدمير 75 بالمائة من المدارس في هايتي بسبب زلزال عام 2010. تعتبر مدينة جيروت مجتمع زراعي حيث يعمل معظم السكان في الحقول ولذلك تتغير دخول الأفراد بناءً على مقدار المحاصيل الزراعية، تسمح المدرسة للطلاب بالقدوم إليها حتى لو تقم العائلات بدفع الرسوم الدراسية.

### مدرسة بادي، بنما
تعاني الشعوب الأصلية في بنما من أكبر حالات الفقر وسوء التغذية والأمية وارتفاع مستويات الأمراض. تقع مدرسة بادي في مدينة سان ميغيليتو وتقدم المدرسة خدمتها للجماعات الإثنية والسكان الأصليين لكوبا وأمبيرا. بدأت المدرسة عام 1993 كحضانة أطفال في موقف مقطورة. والآن تقدم المدرسة جميع المراحل التعليم العام إلى 396 طالبًا.

### معهد بارلي، الهند
تصنف اليونسكو المعهد كواحد من أفضل 100 مشروع تعليمي في البلدان النامية، يقوم معهد بارلي بتعليم وتمكين النساء الشابات الريفيات لكي يصبحن قائدات وعوامل للتغيير الاجتماعي في مجتمعاتهن. تخرج من المعهد 7800 فتاة من أكثر من 780 قرية، وذلك أدى إلى تحسين حياه الآلاف في مجتمعاتهن. جميع طلبة المعهد من الفتيات والنساء.

### قاعة الدراسة الرقمية، الهند
يُوصف نهج قاعة الدراسة الرقمية (DSH) في التعليم بأنه «استعمال وسائل تعليمية تكنولوجية بسيطة مثل يوتيوب ونتفلكس داخل قاعات دراسية بسيطة وغير مكلفة.» تقع قاعة الدراسة الرقمية في مدينة لكناو، وتسعى إلى تحسين جودة التعليم للأطفال المحرومين في المدارس الريفية والأحياء الفقيرة باستخدام «تكنولوجيا بسيطة» مناسبة ومناهج مبتكرة.

### مؤسسة بادي، الصين
مُنذ عام 2005، جذبت مبادرات مؤسسة بادي لبناء القدرات أكثر من 36000 مشارك، معظمهم من النساء والشباب، من 13 منطقة ريفية وشبه ريفية في الصين. تُشرك المشاريع المشاركين في خدمات تركز على الزراعة والبيئة والصحة العامة والتغذية والثقافة والتنمية الاقتصادية. يُشارك أكثر من 4000 من النساء والشباب في برامج بادي المختلفة. كان عدد الإناث 1044 في برنامج العمل البيئي ويمثل هذا العدد 100% من المشاركين.

### مركز التنمية المنغولي، منغوليا
يركز مركز التنمية المنغولي على تنمية شخصية الأطفال ويوفر التدريب للمعلمين وأولياء الأمور. يقع المركز في أولان باتور
ويقدم خدمات رياض الأطفال والتدريب في ست مناطق من منغوليا، والي أكثر من 760 7 طفلاً و1308 مدرسًا. تشكل نسبة الطالبات في المدرسة 60 %، وجميع المعلمين من الإناث وعددهم 370.

### مؤسسة عباد الشمس، فيتنام
قامت مؤسسة منى بدعم مؤسسة عباد الشمس لبناء 144 فصلاً دراسيًا وتمويل 14000 منحة دراسية للأطفال في القرى النائية بفيتنام منذ عام 2002. وقد أتاحت هذه المدارس التعليم لآلاف الطلاب. وتقدم المؤسسة منحة الهندسة والتكنولوجيا لطالب كل عام، تعتبر واحدة من أعرق المنح الدراسية التي قد تقدمها أي منظمة في فيتنام.

### مركز تعليم البرمجة للأطفال، الولايات المتحدة الأمريكية
يقوم مركز تعليم البرمجة للأطفال (TKP) بتدريب معلمي المدارس المتوسطة حتى يتمكنوا من تعليم الطلاب في لغة برمجة الجافا من خلال مناهج TKP.

### رانشو سيسبي، الولايات المتحدة
تعتبر رانشو سيسبي قرية صغيرة من العائلات المُزارعة، تعيش بالقرب من بلدة فيلمور في مقاطعة فينتورا، كاليفورنيا. منذ عام 2001، ساعدت رحلة التعليم الكاملة الطلاب على تحقيق التفوق الأكاديمي مع بناء المهارات الشخصية والإبداع والقدرة على حل النزاعات. تمثل نسبة الطالبات 45٪ وتمثل نسبة الأسر من أمريكا اللاتينية 99%.

### تارزانا، الولايات المتحدة
«عادات الروح» هو برنامج بعد المدرسة للطلاب المهاجرين الجدد والمحرومين في مدرسة تارزانا الابتدائية. ينقسم البرنامج إلى وحدات تعليمية تركز على «عادة الروح». تشمل العادات الاحترام والتفاهم والتفاني ومساعدة الطلاب على تحسين قدراتهم في الكتابة والتحدث والعلوم والفن والموسيقى. تمثل نسبة الطالبات في هذا البرنامج 75%.

## روابط خارجية
الموقع الرسمي لمؤسسة منى